# Ачеро (Ђенова)
Ачеро (итал. Acero) је насеље у Италији у округу Ђенова, региону Лигурија.
Према процени из 2011. у насељу је живело 20 становника. Насеље се налази на надморској висини од 805 м.